# فيبوس ليفين
فيبوس آرون ثيودور ليفين (25 فبراير 1869 - 6 سبتمبر 1940) كان عالم كيمياء حيوية أمريكي درس بنية ووظائف الأحماض النووية، وقام بتحديد الهيئات المختلفة لها (دنا ورنا) ووجد أن الدنا يحتوي كلا من الأدينين والغوانين والثايمين والسايتوسين والريبوز منقوص الأكسجين ومجموعة فوسفات.

## نشأته
ولد في مدينة جاغاري بليتوانيا التي أصبحت جزءا من الإمبراطورية الروسية، لكنه ترعرع في سانت بطرسبرغ وهناك درس الطب في الأكاديمية الطبية العسكرية الإمبراطورية سنة 1981 وكان مهتما بالكيمياء الحيوية وسنة 1893 غادر هو وعائلته إلى الولايات المتحدة ومارس الطب في مدينة نيويورك.

## مسيرته
التحق ليفين بجامعة كولومبيا وفي وقت فراغه كان يقوم ببحوث في الكيمياء الحيوية، وينشر مقالات عن البُنى الكيميائية للسكريات، وفي سنة 1896 عين مساعدا في معهد الأمراض التابع لمشافي نيويورك، لكن توجب عليه أخذ وقت للتعافي من السل، وخلال تلك الفترة عمل مع عدة كيميائيين، بما في ذلك ألبرشت كوسل وهيرمان فيشر الذان كانا مختصين في البروتينات.
عين سنة 1905 رئيسا لمختبر الكيمياء الحيوية في معهد روكفيلر للبحث الطبي، وقضى بقية مسيرته في هذا المعهد وهناك تمكن من التعرف على مكونات الدنا (حيث اكتشف الريبوز سنة 1909 والريبوز منقوص الأكسجين سنة 1929 ) ولم يكتفي باكتشاف المكونات فقط بل أظهر أنها مرتبطة مع بعض بالترتيب فوسفات-سكر-قاعدة لتشكيل الوحدات وسمى هذه الوحدة نوكليوتيد وقال أن جزيء الدنا يتكون من سلسلة من النوكليوتيدات مترابطة ببعضها عبر مجموعات الفوسفات وهو العمود الفقري للجزيء.
أفكاره حول بنية الدنا كانت خاطئة حيث اعتقد أنه توجد أربع نوكليوتيدات لكل جزيء دنا وصرح كذلك أنه (الدنا) لا يمكن أن يخزن الشيفرة الجينية لأنه مركب كيميائي بسيط للغاية، ومع ذلك فإن عمله كان قاعدة أساسية مهمة للأعمال اللاحقة التي حددت بنية الدنا، ونشر ليفين حوالي 700 بحث ومقال أصلي حول البُنى الكيميوحيوية للمركبات، وتوفي سنة 1940 قبل أن تظهر الأهمية الحقيقية للدنا.

## فرضيته

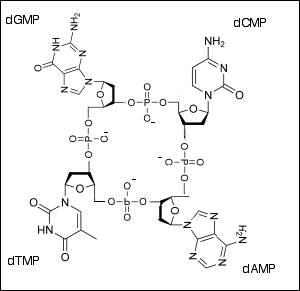
الصيغة البنيوية للنوكليوتيد الرباعي (التي اتضح لاحقا أنها خاطئة)، اقترحها فيبوس ليفين عام 1910.

يُعرَف ليفين بـ «فرضية النوكليوتيد الرباعي» التي اقترحها عام 1910 التي تقول أن الدنا مكون من كميات مماثلة من الأدينين والغوانين والسايتوسين والثايمين. قبل عمل ونتائج إروين تشارغاف كان يُعتقَد بشكل واسع أن الدنا مكون من تكرار نوكليوتيدات رباعية بطريقة لايمكن أن يحمل فيها المعلومة الجينية، وبدل ذلك اعتُقِد أن البروتين المكون للكروموسومات هو أساس الوراثة، إذ ركزت معظم الأبحاث حول الطبيعة الفيزيائية للجين حول البروتينات وجزئيا حول الإنزيمات والفيروسات وذلك قبل العقد 1940.

## روابط خارجية
- فيبوس ليفين على موقع الموسوعة البريطانية (الإنجليزية)